# 伊薩克·蘇吉亞托
伊薩克·蘇吉亞托（1962年10月4日—），印尼1980年代男子羽毛球著名運動員。他曾在1983年世界羽毛球錦標賽擊敗另一著名印尼球手林水鏡奪得男子單打冠軍。並在1985年及1986年連奪兩屆羽毛球世界杯男子單打冠軍。當時他與中國球手楊陽、趙劍華，丹麥球手莫滕·弗罗斯特並稱世界羽壇「四大天王」。他的兒子湯米·蘇吉亞托也是羽毛球運動員。